# 蠣崎広明
蠣崎 広明（かきざき ひろあき）は、江戸時代前期の武士。松前藩の家老。松前藩守広系蠣崎家4代。

## 略歴
2代・蠣崎友広の子で3代・広隆の弟。
最初は浅利小右衛門の養子となっていたが、延宝2年（1674年）に兄・広隆が嗣子無く急死したため、広隆の養子となり跡を継いだ。延宝7年（1679年）に家老に任命されたが、延宝9年（1681年）8月9日に江戸で突然死した。享年33。
兄と同じく自殺したといわれている。広明も広隆と同じように若年だったため藩内で権力闘争が絶えず、江戸幕府も巡検使を派遣して藩政不良を追及する気配を見せるなどしていたため、宗家に累が及ぶのを恐れたとされる。跡を子・広武が継いだ。

## 系譜
- 父：蠣崎友広（1598-1658）
- 母：不詳
- 養父：浅利小右衛門、蠣崎広隆（1643-1674）
- 室：不詳
  - 男子：蠣崎広武（1679-1716）
  - 女子：卯登 - 松前広孝室